# Renata Notni
Renata Notni  (Cuernavaca, 1995. január 2. –) mexikói színésznő, modell.

## Élete és pályafutása
1995. január 2-án született Cuernavacában. Első szerepét 2006-ban játszotta a Código postalban. 2008-ban az Un gancho al corazón című sorozatban Luisát alakította. 2010-ben a A szerelem tengere című telenovellában Carmita Bracho szerepét játszotta. 2011-ben megkapta az Amorcito corazón-ban Marisol szerepét, ahol a fiatal főszereplőt alakította. 2012-ben a Que bonito amor című telenovellában Paloma szerepét játszotta.

## Filmográfia
- Código postal (2006-2007) - Andrea Garza Durán
- Un gancho al corazón (2008-2009) - Luisa Hernández / Luisa Sermeño de Lerdo de Tejada
- A szerelem tengere (Mar de amor) (2010) - Carmen "Carmita" Bracho
- A végzet hatalma (La fuerza del destino) (2011) - Fiatal Lucía Lomelí Curiel
- Amorcito corazón (2011-2012) - Marisol Lobo
- Qué bonito amor (2012) - Paloma Mendoza Garcia
- Quiero amarte (2013) - Mariana Váldez Morales
- Paloma (Amor de barrio) (2015) - Paloma Madrigal
- Sueño de amor (2016) - Patricia Guerrero
- Mi adroable maldición (2017) - Aurora Sánchez Ruiz / Carmen Ruiz de Sánchez

## Díjak és jelölések
TVyNovelas-díj
| Év   | Kategória                | Telenovella | Eredmény |
| ---- | ------------------------ | ----------- | -------- |
| 2011 | Legjobb fiatal színésznő | Mar de amor | Jelölés  |